# Leptomydas sardous
Leptomydas sardous is een vliegensoort uit de familie Mydidae. De wetenschappelijke naam van de soort is, geplaatst in het geslacht Mydas, voor het eerst geldig gepubliceerd in 1884 door Costa.
De soort komt voor in Corsica en Sardinië.